# Marciano della Chiana
Marciano della Chiana è un comune italiano di 3 477 abitanti della provincia di Arezzo in Toscana.

## Geografia fisica
Il centro abitato di Marciano della Chiana sorge su di un colle a 320 m s.l.m., a 22 km a sud-ovest di Arezzo. Il territorio comunale, che con poco meno di 24 km² è il più piccolo della Valdichiana, è delimitato dai comuni di Monte San Savino e, per un piccolo tratto, Arezzo a nord, Castiglion Fiorentino a est, Foiano della Chiana a sud e Lucignano a ovest.
L'area comunale è prevalentemente collinare, con bassi declivi che scendono a ovest verso la piana alluvionale solcata dal Canale maestro della Chiana. Nelle campagne marcianesi abbondano le coltivazioni cerealicole, nonché la vite e l'olivo.

### Clima
Dati:https://www.sir.toscana.it/. La stazione meteo si trova nella frazione di Cesa, a 246 metri s.l.m.:
| Cesa               | Gen  | Feb  | Mar  | Apr  | Mag  | Giu  | Lug  | Ago  | Set  | Ott  | Nov  | Dic  |
| ------------------ | ---- | ---- | ---- | ---- | ---- | ---- | ---- | ---- | ---- | ---- | ---- | ---- |
| T. max. media (°C) | 9,4  | 10,3 | 13,5 | 17,8 | 22,5 | 27,0 | 30,6 | 30,9 | 26,8 | 20,6 | 14,2 | 10,1 |
| T. min. media (°C) | -1,9 | -1,2 | 1,7  | 5,2  | 8,9  | 12,0 | 14,3 | 13,9 | 10,8 | 6,6  | 2,3  | -0,7 |

## Storia
Come tutta la Val di Chiana, la stessa area oggi ricompresa nel comune di Marciano fu densamente popolata già in epoca etrusca, quando era soggetta all'influenza della potente lucumonia di Chiusi. A testimonianza della presenza etrusca sono stati rinvenuti, presso l'odierno abitato di Marciano, manufatti in ceramica, monili e il celebre Torso di Marciano, appartenente ad una statua raffigurante un guerriero, databili attorno al VI secolo a.C.
Anche la dominazione romana ha lasciato i suoi segni, persino nel nome del centro abitato. Gli storici in buona parte concordano sulla probabile origine del nome "Marciano" dal latino Marcianus, relativo ad un vasto latifondo agricolo (fundus Marcianus) appartenuto ad una gens Marcia ivi stanziata. Si parla della presenza anche di un altro fundus, denominato Rasinianus e appartenuto ad una gens Rasinia, nella località oggi detta Signana. Qui sono stati rinvenuti frammenti di vasi corallini, un tipo di vasellame molto apprezzato in epoca tardo-imperiale, la cui lavorazione fu probabilmente portata dall'Urbe dai Rasinii.
L'impaludamento della Val di Chiana in epoca alto medievale condusse anche l'area marcianese ad una migrazione della popolazione dalle zone pianeggianti a quelle collinari. Certo che è l'insediamento umano nell'area restò saldo, specie per la presenza di un castello a Cesa, citato in un documento del 1008 come appartenente a Elemperto vescovo di Arezzo. Il borgo di Marciano è per la prima volta citato in un documento poco successivo, un inventario del 1084 che lo include tra i beni della Badia di San Quirico alle Rose. Il suo sviluppo ebbe probabilmente avvio in epoca longobarda, della quale si conosce il nome di un dignitario, tale Lupone, che eresse una curtis e, poco lontano, un'abbazia nell'attuale località di Badicorte.
Divenuta libero comune, nel XII secolo Marciano passò sotto la dominazione di Arezzo, che ampliò notevolmente la rocca longobarda, rafforzandola con una cinta muraria, un cassero e quattro torrioni cilindrici agli angoli delle mura.
La crisi di Arezzo sul finire del XIV secolo permise nel 1382 l'entrata in gioco di Siena, all'epoca nel periodo di massima potenza e splendore della Repubblica. Siena edificò una rocca, ma dopo appena due anni, nel 1384, Marciano fu espugnata e presa da Firenze. Il 2 agosto 1554 il borgo fu al centro della Battaglia di Scannagallo (detta anche di Marciano), nella quale l'esercito mediceo, che aveva quale baluardo proprio la roccaforte di Marciano, respinse i senesi guidati da Piero Strozzi, che avevano invaso la Val di Chiana. Per ripagarlo della sua fedeltà a Firenze, i Medici concessero al borgo l'apposizione del giglio fiorentino sull'emblema comunale.

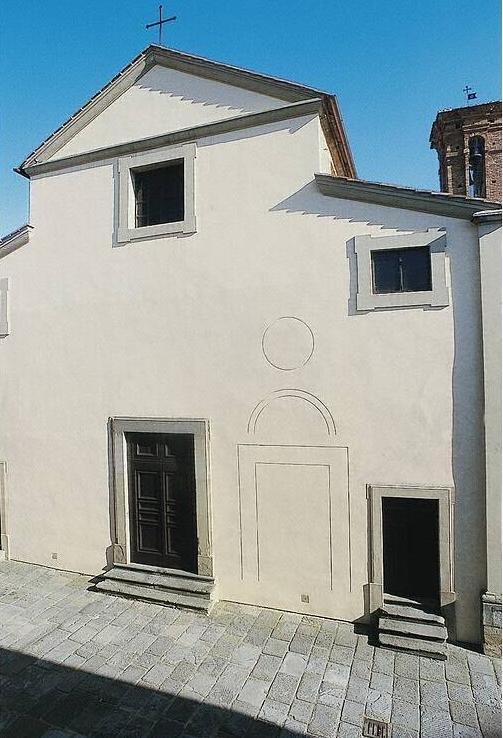
Chiesa dei Santi Stefano e Andrea

La storia di Marciano si legò in seguito al Granducato di Toscana e ai Lorena, salvo che per il breve periodo (1799-1814) di occupazione francese (intervallato nel 1799-1800 dalla liberazione condotta dai fautori del Viva Maria), e quindi al Regno d'Italia.
Anche nell'area marcianese il passaggio del fronte bellico durante la Seconda guerra mondiale fu causa di lutti e distruzioni, provocando un sensibile decremento demografico. Solo a partire dalla ripresa economica negli anni sessanta Marciano si è potuta riavviare verso la normalità e quella floridezza che ne fanno oggi uno dei più fiorenti centri agricoli chianini.

### Simboli
Lo stemma è stato riconosciuto con DPCM del 24 ottobre 1951.
Il gonfalone municipale è stato concesso con DPR del 1º dicembre 1952 ed è costituito da un drappo di rosso.

## Monumenti e luoghi d'interesse

### Architetture religiose
- Chiesa di Santa Lucia e di San Michele Arcangelo, già pieve dal 1772 al 1967, fregiata da affreschi interni di Salvi Castellucci (XVII secolo)
- Chiesa dei Santi Stefano e Andrea (XV secolo), ospitante una pregevole Madonna con il Bambino e i Santi Giacomo e Cristoforo di Bartolomeo della Gatta (1486 circa)
- Chiesa del Santissimo Crocifisso
- Chiesa di San Bartolomeo in Badicorte, nella frazione di Badicorte, che conserva all'interno, appesa all'abside romanica, una pala con la Madonna col Bambino, San Bartolomeo e San Lorenzo, opera di Orazio Porta.[6]

### Torre/Rocca
- Torre e Rocca di Marciano

Il castello di Marciano è posto nel cuore della Val di Chiana, si sviluppa su una altura che si trova al centro di quattro dorsali poco pronunciati e domina una vasta campagna pianeggiante tra Lucignano, Monte San Savino, Cortona, Foiano della Val di Chiana. È la particolare posizione strategica del colle su cui sorge, posto al confine tra i territori di Arezzo e Siena, uno dei principali motivi dell'importanza che Marciano ha rivestito nel passato a partire dal secolo XIII quando, prima Arezzo e Siena, poi Firenze, se ne contesero il dominio.
Il castello fu munito, dalla Repubblica fiorentina, tra la fine del XIII secolo e l'inizio del XIV secolo della rocca e delle mura e della torre. La particolare conformazione rettangolo-trapezoidale, qualifica Marciano come un'architettura militare a differenza degli altri paesi limitrofi che avevano funzione abitativa.
Questo, è confermato dal fatto che nel 1554 vicino al castello di Marciano, fu combattuta la battaglia detta di Scannagallo o di Marciano in seguito alla quale i Medici conquistarono l'intera Toscana. Questa battaglia venne raffigurata da Giorgio Vasari in due dipinti che attualmente sono conservati a Firenze presso Palazzo Vecchio nel Salone dei Cinquecento.
Il castello ha conservato i caratteri dell'insediamento medioevale: il perimetro murario, ad impianto geometrico rettangolare, è oggi inglobato nelle abitazioni che vi si sono addossate e racchiude il nucleo più antico dell'abitato cui si accede tramite una porta sovrastata da una torre con orologio recentemente restaurata.
All'interno del castello, il piccolo agglomerato urbano è dominato dalla Torre e dalla Rocca insieme alla chiesa parrocchiale e al campanile.
Il castello di Marciano, che come tutte le costruzioni medievali è anonimo e frutto della collaborazione di maestri muratori.

## Società

### Evoluzione demografica
Abitanti censiti

### Etnie e minoranze straniere
Secondo i dati ISTAT al 31 dicembre 2010 la popolazione straniera residente era di 280 persone. Le nazionalità maggiormente rappresentate in base alla loro percentuale sul totale della popolazione residente erano:
- Romania 151 4,47%
- Marocco 35 1,04%

## Amministrazione
Di seguito è presentata una tabella relativa alle amministrazioni che si sono succedute in questo comune.
| Periodo        | Periodo        | Primo cittadino  | Partito                                                        | Carica  | Note  |
| -------------- | -------------- | ---------------- | -------------------------------------------------------------- | ------- | ----- |
| 1º agosto 1985 | 25 giugno 1990 | Ottorino Minuti  | Partito Comunista Italiano                                     | Sindaco | [ 8 ] |
| 25 giugno 1990 | 24 aprile 1995 | Paolo Caporali   | Partito Democratico della Sinistra, Partito Comunista Italiano | Sindaco | [ 8 ] |
| 24 aprile 1995 | 14 giugno 1999 | Nazzareno Nucci  | centro-sinistra                                                | Sindaco | [ 8 ] |
| 14 giugno 1999 | 14 giugno 2004 | Franca Materazzi | centro-sinistra                                                | Sindaco | [ 8 ] |
| 14 giugno 2004 | 8 giugno 2009  | Franca Materazzi | centro-sinistra                                                | Sindaco | [ 8 ] |
| 8 giugno 2009  | 26 maggio 2014 | Marco Barbagli   | lista civica                                                   | Sindaco | [ 8 ] |
| 26 maggio 2014 | 27 maggio 2019 | Marco Barbagli   | lista civica Obiettivo comune                                  | Sindaco | [ 8 ] |
| 27 maggio 2019 | 09 giugno 2024 | Maria De Palma   | lista civica Insieme per il bene comune                        | Sindaco |       |
| 09 giugno 2024 | in carica      | Maria De Palma   | lista civica Insieme per il Bene Comune                        | Sindaco |       |

## Sport

### Calcio
La società dilettantistica A.S.D. Marciano, fondata nel 1972 da Amelio Caposciutti, ha militato esclusivamente in campionati di livello regionale.
Attualmente la principale società di calcio è l'U.S.D. MC Valdichiana, nata in seguito alla fusione tra A.S.D. Marciano e U.S.D. Cesa. Milita nel girone F del campionato di Prima Categoria.

### Ciclismo
In frazione Cesa si tiene ogni anno dal 1922, nell'ultimo martedì di agosto, il "Circuito di Cesa", storica gara per ciclisti dilettanti. Organizzata dal G.S. Cesa, la "Classicissima della Valdichiana" è gara regionale aperta ai ciclisti Elite/Under-23, e si svolge su un circuito relativamente pianeggiante (da ripetersi più volte) che, partendo e arrivando a Cesa, attraversa anche Marciano, Pozzo e Foiano. Rientrano nell'albo d'oro della prova i nomi di ciclisti poi affermatisi nel professionismo come Adolfo Leoni, Primo Volpi, Enrico Paolini, Glauco Santoni, Daniele Caroli, Massimo Podenzana e Andrea Tafi.